# Лабри, Джеймс
Кевин Джеймс Лабри (англ. Kevin James LaBrie; род. 5 мая 1963, Пенетангуишин, Канада) — канадский вокалист, наиболее известный в качестве участника американской прог-метал-группы Dream Theater.

## Ранние годы
Кевин Джеймс Лабри родился в Пенетангуишине, Онтарио, Канада. Начал играть на барабанах в возрасте 5 лет. В подростковом возрасте он был участником нескольких групп в качестве фронтмена, который пытался петь и играть на барабанах. Он перестал играть на барабанах в 17 лет. В 18 лет, в 1981 году переехал в Торонто.

## Карьера

### Ранние годы
Присоединился к канадской хард-рок группе Coney Hatch в 1986 году, когда они пытались создать новый состав. Группа записала несколько демонстрационных лент в своей репетиционной студии и несколько месяцев выступала в клубах Онтарио. Вскоре группа заменила Лабри на Фила Наро. Этот состав тоже был недолгим.
Вскоре после расставания с Coney Hatch, Лабри стал вокалистом канадской хард-рок-группы Winter Rose. В её состав также входили Ричард Чики (гитара и бас), Рэнди Кук (барабаны) и Себастьян Бах (вокал). Позже группа сменила название на Sebastian. Музыканты записали серию демо-версий в 1988 и 1989 годах с приглашенными исполнителями Брюсом Дайсом и Робом Лэйдлоу. Треки были выпущены в 1989 году в виде альбома на звукозаписывающем лейблем Inside Out Music. Все песни были написаны Ричардом Чики и Джеймсом Лабри, за исключением двух, которые Ричард Чики написал в одиночку.

### Dream Theater
В 1990 году Лабри узнал, что американская прогрессив-метал-группа Dream Theater ищет нового вокалиста, поэтому отправился в Нью-Йорк на прослушивание. В итоге он был выбран среди 200 других претендентов на место штатного вокалиста в группу.
Лабри оказал значительное влияние на вокальные мелодии в каждом альбоме Dream Theater. 

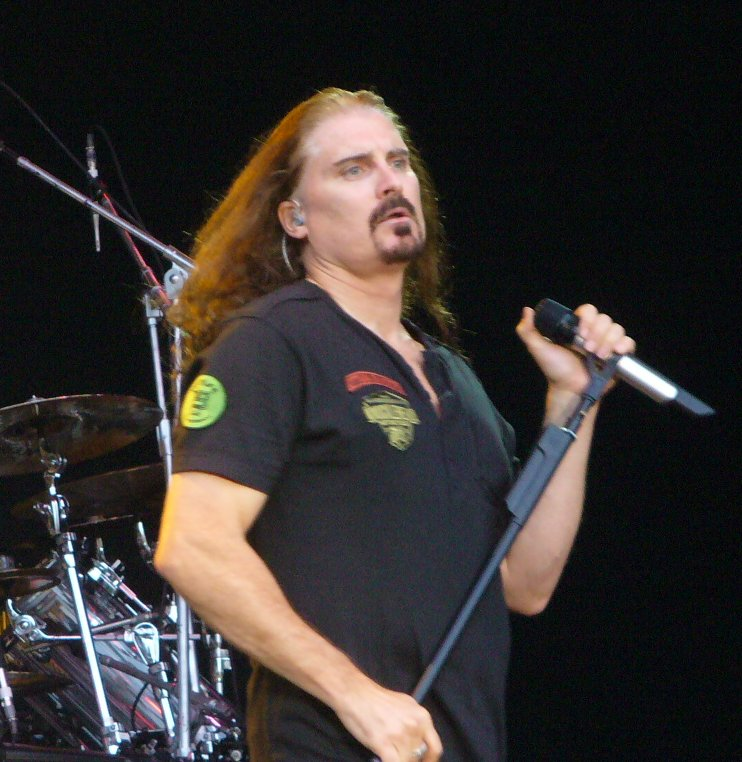
Выступление Лабри в 2007 году.

На вопрос Prog-Sphere.com, какая его любимая песня Dream Theater, Джеймс отвечает: «Моя любимая песня — Scarred, я люблю выступать с ней вживую».

### Сольная карьера
Вместе с Мэттом Гиллори Лабри выпустил пять сольных альбомов под разными названиями (Mullmuzzler, Mullmuzzler Джеймса Лабри и просто Джеймс Лабри).
В интервью изданию Beyond The Dark Horizon 12 июня 2010 года он заявил, что его следующий сольный альбом под названием Static Impulse находится на стадии микширования и будет содержать 12 треков. Джеймс заявил: «Это очень тяжело, и я действительно взволнован.».
27 июля 2010 года на сайте Dream Theater было объявлено, что Static Impulse выйдет 27 сентября 2010 года на лейбле Inside Out Music. В нём приняли участие Мэтт Гиллори (клавишные), Марко Сфольи (гитара), Питер Вильдор из DARKANE (ударные, вокал) и Рэй Риендо.
Лабри заявил: «Выход Static Impulse — это то, от чего в восторге вся группа. Это современный металл, он тяжелый и актуальный, именно такой, которого хочет добиться любая другая группа, работающая в том же музыкальном направлении. Есть риффы, которые взорвут вам голову, и мелодии, гипнотические как в музыкальном, так и в вокальном плане. Сядьте за руль и позвольте ушам кровоточить».
В июле 2013 года на лейбле Inside Out Music вышел его альбом Impermanent Resonance.

## Личная жизнь
Во многих старых интервью Лабри признавался, что является христианином и активно исповедует религию. Однако в 2005 году он сообщил, что с тех пор отошел от организованной религии и теперь считает себя «более духовно направленным человеком».

## Сайд-проекты
- Winter Rose — Winter Rose (1989)
- Fates Warning — Parallels (1991)
- Various Artists — Working Man: Rush Tribute (1996)
- Various Artists — Dragon Attack: Tribute To Queen (1997)
- Explorers Club — Age Of Impact (1998)
- Shadow Gallery — Tyranny (1998)
- Various Artists — Encores, Legends and Paradox: ELP Tribute (1999)
- Mullmuzzler — Keep It To Yourself (1999)
- Various Artists — Tie Your Mix Down: Tribute to Queen (2000)
- Leonardo — The Absolute Man (2001)
- MullMuzzler — MullMuzzler 2 (2001)
- Frameshift — Unweaving the Rainbow (2003)
- Tim Donahue — Madmen and Sinners (2004)
- Ayreon — The Human Equation (2004)
- James LaBrie — Elements of Persuasion (2005)
- True Symphonic Rockestra — Concerto in True Minor (2008)
- Roswell Six — Terra Incognita. Beyond The Horizon (2009)
- James LaBrie — Static Impulse (28 сентября 2010 года)
- James LaBrie — Impermanent Resonance (2013)
- Ayreon — The Source (2017)